# Leucodon subulatus
Leucodon subulatus är en bladmossart som beskrevs av Brotherus 1929. Leucodon subulatus ingår i släktet Leucodon och familjen Leucodontaceae. Inga underarter finns listade i Catalogue of Life.